# 四苯硼钠
四苯硼钠（化学式：NaB(C6H5)4），白色晶体，是分析化学常用试剂之一。可溶于水、甲醇、丙酮和乙醇，微溶于氯仿和乙醚。用作制取其他四苯硼化物的原料、钾离子的沉淀剂和鉴定试剂、碳酸酯的缩聚催化剂及有机合成和配位化学试剂等。

## 制取
先用镁粉、溴苯和碘在乙醚溶液中合成格氏试剂溴化苯基镁，然后再将格氏试剂与氟硼酸钠或硼酸三甲酯反应，用有机溶剂提取，盐析结晶，干燥即得四苯硼钠成品。
{\displaystyle {\rm {NaBF_{4}+4PhMgBr\rightarrow 2MgBr_{2}+2MgF_{2}+NaBPh_{4}\,}}}
四苯硼化物含有四个苯基取代的硼阴离子，具亲脂性，容易溶于有机溶剂中。

## 用途

### 鉴定钾离子
在中性、碱性或HAc性溶液中，四苯硼钠会与钾离子定量反应，生成难溶于水的白色沉淀四苯硼钾：
{\displaystyle {\rm {K^{+}+[B(C_{6}H_{5})_{4}]^{-}\rightarrow K[B(C_{6}H_{5})_{4}]\downarrow \,}}}
反应的检出限量为1μg，钾离子最低浓度为2μg/mL。铵离子、铷离子、铯离子也都会生成类似的沉淀，一般铵离子需要事先用灼烧法除去。

### 其他
乙腈溶液中，四苯硼钠与酰氯和叔胺作用，氯化钠沉淀出来，得到N-酰基季铵盐。（见下）
{\displaystyle {\rm {RC(O)Cl+R'_{3}N+NaB(C_{6}H_{5})_{4}\rightarrow [RC(O)NR'_{3}][B(C_{6}H_{5})_{4}]+NaCl\,}}}
四苯硼钠可作为苯基供体，在钯催化下与三氟甲磺酸乙烯酯或芳基酯发生交叉偶联，以高产率生成芳基烯烃或联苯的衍生物。
四苯硼钠在非极性溶剂中溶解度较高，容易结晶，由此可用来制备和分离一些有机金属配合物。一些具体的应用如：
- 分离d8构型金属离子（Ni、Pd、Pt）的五(磷酸三甲酯)配合物；[4]

- 分离金属双氮配合物，[5]比如：

{\displaystyle {\rm {FeHCl(\,}}}双膦{\displaystyle {\rm {)_{2}+NaB(C_{6}H_{5})_{4}+N_{2}\rightarrow [FeH(N_{2})(\,}}}双膦{\displaystyle {\rm {)_{2}][B(C_{6}H_{5})_{4}]+NaCl\,}}}， 双膦指ethylenebis(diethylphosphine)